# Katahane
Katahane (カタハネ?) è una visual novel giapponese per adulti a tema yuri, sviluppata dallo studio Tarte e pubblicata dalla Russell per PC nel 2007. Una riedizione del 2016 intitolata Katahane: An' call Belle (カタハネ ―An' call Belle―?) è stata sviluppata e pubblicata dalla 10mile per PC ed ha poi avuto nel 2018 una conversione per PlayStation Vita accessibile a una fascia d'età dai 17 anni in su.

## Accoglienza
Al momento dell'uscita, i quattro recensori della rivista Famitsū hanno dato un punteggio di 32/40 alla versione per PlayStation Vita. I colori caldi e la grafica toccante che trasmettevano delicatezza erano meravigliosi. Il dramma d'insieme, che viene raccontato uno dopo l'altro dal punto di vista di diversi personaggi, all'inizio è un po' confuso, ma poiché ogni personaggio è attratto profondamente dall'altro, la sensazione immersiva aumentava man mano che la trama procedeva, e il giocatore sarebbe rimasto attratto dalla storia ambientata tra l'epoca passata e quella moderna che andavano ad incrociarsi. L'aggiunta di un "obiettivo sentimentale" che andava a completare la storia principale era sicuramente un bel pregio per i fan. L'atmosfera del gioco era meravigliosa, così come la visione del mondo, la musica e la regia che la accompagnavano nel suo cammino. La prima parte del gioco, Kurohane, era abbastanza tranquilla, quindi alcuni utenti potevano finire per trovarla noiosa, ma lo sviluppo di quelle successive colmava questa lacuna. La forma di un dramma corale, in cui la storia procedeva dal punto di vista di più personaggi, funzionava bene, e fu molto apprezzata la simpatia incredibile di Coco. Fu lodata anche l'aggiunta di nuovi scenari che andavano a completare la storia. La trama era semplicemente meravigliosa così come il legame che intercorreva tra le storie moderne e gli eventi storici che fungevano da parte comica, la quale fu ritenuta una scelta davvero azzeccata e che avrebbe sicuramente attirato a sé molto pubblico. Anche i personaggi erano attraenti, soprattutto quando venivano messi fuori combattimento dalla tenerezza di Coco. Nella storia secondaria Kurohane, la sua innocenza metteva in evidenza alcuni eventi tristi, e vi erano anche delle scene in cui piangeva. A seconda del percorso scelto, la tappa finale poteva sembrare un po' frettolosa, ma nel complesso la rappresentazione generale era più che godibile mentre la longevità era notevole. Poiché i personaggi della storia cambiavano da percorso a percorso, l'impressione che dava ogni scena tendeva però a distrarre il giocatore, ma la sensazione di viaggiare geograficamente e storicamente nell'idilliaco mondo fantastico che veniva qui presentato era affascinante. Anche i doppiatori erano fantastici ed era abbastanza attraente come dramma corale. Fu apprezzata la presenza di molte funzioni utili e comode, come ad esempio premere il touch screen per attivare la modalità automatica. In alcuni casi la sceneggiatura della storia sembrava un po' ridondante.